# Kościół św. Małgorzaty w Czerniewicach
Kościół świętej Małgorzaty – rzymskokatolicki kościół filialny należący do parafii św. Małgorzaty, dziewicy i męczennicy w Czerniewicach (dekanat Lubochnia diecezji łowickiej).
Jest to świątynia wzniesiona w 1 połowie XV wieku. Wiek kościoła został potwierdzony badaniami dendrochronologicznymi. Pierwotnia data budowy została ustalona na początek XVIII wieku. Przebudowana została w latach 1819–41 z dobudowniem kruchty z przodu. Restaurowana była w 1871 roku – wówczas dobudowano zakrystię. W 2008 roku kościół miał być przeniesiony do skansenu w Nagawkach. W 2013 roku odkryto w świątyni stare polichromie i rozpoczęto generalną restaurację budowli.
Budowla jest drewniana, jednonawowa, posiada konstrukcję zrębową. Świątynia jest orientowana. Posiada prezbiterium mniejsze w stosunku do nawy, zamknięte trójbocznie, z boku prezbiterium znajduje się zakrystia. Z przodu i z boku nawy są umieszczone kruchty. Świątynię nakrywa dach jednokalenicowy, pokryty gontem, na dachu, w części frontowej, znajduje się kwadratowa wieżyczka na sygnaturkę. Jest ona zwieńczona daszkiem namiotowym z latarnią. Wnętrze jest nakryte drewnianym stropem płaskim z malowidłem na płótnie przedstawiającym Adorację Świętej Trójcy, wykonanym na początku XVIII wieku. Ściany były wcześniej pokryte tynkiem, obecnie został on zdjęty, dzięki czemu można zobaczyć starą polichromię powstałą około połowy XVII wieku. Podłoga została wykonana z desek. Belka tęczowa jest ozdobiona krucyfiksem. Ołtarz główny w stylu późnorenesansowym, pochodzi z połowy XVII wieku, dwa ołtarze boczne reprezentują styl barokowy. Chrzcielnica w stylu barokowym została wykonana w XVII wieku. Kropielnica w stylu późnogotyckim powstała w 1551 roku.